# Gundinci
Gundinci jsou vesnice a správní středisko stejnojmenné opčiny v Chorvatsku v Brodsko-posávské župě. Nachází se asi 19 km severozápadně od Županje, 21 km jihovýchodně od Đakova a asi 43 km východně od Slavonského Brodu. V roce 2011 zde žilo celkem 2 027 obyvatel. Opčina se skládá pouze z jednoho sídla, a to Gundinců samotných.
Opčinou procházejí župní silnice Ž4218 a Ž4220. Protéká zde potok Berava, který je levostranným přítokem severně protékající řeky Biđ. Jižně od Gundinců protéká kanál Konjsko, spojující řeku Sáva s řekou Beravou, která je spolu s Biđem jednou ze zdrojnic řeky Bosut.